# Juraj Loj
Juraj Loj (ur. 20 lutego 1984 w Bratysławie) – słowacki aktor. Popularność zyskał za sprawą roli w serialu telewizyjnym Búrlivé víno.
Ukończył studia w Wyższej Szkole Sztuk Scenicznych w Bratysławie.
Był nominowany do Czeskiego Lwa (kategoria: najlepszy aktor drugoplanowy) za grę aktorską w filmie Šarlatán.

## Filmografia (wybór)
- 2008: Ordinácia v ružovej záhrade – serial telewizyjny
- 2010: Nesmrteľní – serial telewizyjny
- 2011: Všetko za národ
- 2012: Búrlivé víno – serial telewizyjny
- 2016: Za sklom – serial telewizyjny
- 2019: Nový život – serial telewizyjny
- 2020: Šarlatán